# 도요노촌 (사이타마현 기타카쓰시카군)
도요노촌(豊野村)은 사이타마현의 동부, 기타카쓰시카군에 속했던 촌이다. 

## 역사
- 1889년 4월 1일 - 정촌제 시행에 의해 기타카쓰시카군 도요노촌이 성립하였다.
- 1954년 7월 1일 - 미나미사이타마군 가스카베정, 도요하루촌, 다케사토촌, 기타카쓰시카군 고마쓰촌과 합병해 가스카베시가 되었다.